# نیکاماراش
نیکاماراش (به لاتین: Nikmaraš) یک منطقهٔ مسکونی در مونته‌نگرو است که در شهرداری توزی واقع شده‌است. نیکاماراش ۱۰ نفر جمعیت دارد.